# Ermengarda Anžuvinska (umrla 1146.)
Gospa Ermengarda Anžuvinska (umrla 1146.) bila je srednjovjekovna plemkinja, poznata i kao Ermengarda Bretonska. Bila je član kuće Anjou, grofovske obitelji. Ermengarda je bila jedna od supruga Alana IV. Bretonskog, koji se oženio Ermengardom nakon smrti svoje žene Konstancije.
Ermengardini su roditelji bili Fulk IV. Anžuvinski i njegova supruga Hildegarda. Ermengarda je ostala bez majke vrlo rano, a opisana je kao pobožna, lijepa i inteligentna osoba.
Prema teoriji, Ermengarda je postala supruga Vilima IX. Akvitanskog. Dvije povjesničarke predložile su da je Ermengarda bolovala od shizofrenije, duševnog poremećaja koji uključuje psihozu. Nije jasno je li Vilim IX. zaista bio oženjen Ermengardom.
Fulk je udao Ermengardu za Alana Bretonskog, koji je bio vojvoda i grof. Vjerojatno je brak trebao poslužiti kao dobar savez zbog prijetnji Normandije, kojom je upravljao Robert, sin kralja Vilima I. Osvajača. Alanov i Ermengardin sin bio je Konan III. Bretonski. Kad je Alan otišao u Palestinu, Ermengarda je postala regentica te je bila popularna vladarica.
| Prethodnik:           | Bretonska vojvotkinja | Nasljednik:                           |
| Konstancija Normanska | Bretonska vojvotkinja | Matilda FitzRoy, vojvotkinja Bretanje |